# バレーボールキューバ男子代表
バレーボールキューバ男子代表（バレーボールキューバ だんしだいひょう）は、バレーボールの国際大会で編成されるキューバの男子バレーボールナショナルチームである。

## 歴史
1955年に国際バレーボール連盟へ加盟。第1回大会の1969年北中米選手権を制し、大陸選手権最多優勝14回を誇るキューバは北中米カリブを代表する強豪国である。1970年代に1976年モントリオールオリンピック、1978年世界選手権でそれぞれ銅メダルを獲得し、1980年代に世界の第一線へ躍り出ると、1989年ワールドカップで頂点に輝いた。1990年代には驚異的な高い身体能力を持つ代表選手の活躍により、世界選手権とワールドカップでそれぞれ2つのメダルを獲得し、ワールドリーグで7度表彰台に立った。
しかし、2000年シドニーオリンピック以降、世代交代が図られると成績は低迷し、徐々に国際大会で活躍の場を失う。2008年8月付のFIVBランキングでは20位まで落ち込んだが、翌2009年ワールドリーグで15歳（当時）の代表選手をはじめとする若手が健闘し、ランキングを13位へ引き戻す。同年北中米選手権では4大会ぶりの優勝を飾った。翌年の2010年バレーボール男子世界選手権では銀メダルを獲得した。しかしその後の成績は冴えずロンドン五輪世界最終予選で開催国ドイツにフルセットで敗れ12年ぶりの出場はならなかった。

## 過去の成績

### オリンピックの成績
| - 1964年 - 不出場 - 1968年 - 不出場 - 1972年 - 10位 - 1976年 - 銅メダル - 1980年 - 7位 - 1984年 - 不参加 | - 1988年 - 不参加 - 1992年 - 4位 - 1996年 - 6位 - 2000年 - 8位 - 2004年 - 最終予選敗退 - 2008年 - 最終予選敗退 | - 2012年 - 最終予選敗退 - 2016年 - 11位 - 2020年 - 北中米カリブ海予選敗退 |

### 世界選手権の成績
| - 1949年 - 不参加 - 1952年 - 不参加 - 1956年 - 19位 - 1960年 - 不出場 - 1962年 - 不出場 - 1966年 - 17位 - 1970年 - 13位 | - 1974年 - 8位 - 1978年 - 銅メダル - 1982年 - 10位 - 1986年 - 5位 - 1990年 - 銀メダル - 1994年 - 4位 - 1998年 - 銅メダル | - 2002年 - 19位 - 2006年 - 15位 - 2010年 - 銀メダル - 2014年 - 11位 - 2018年 - 18位 - 2022年 - 14位 |

### ワールドカップの成績
| - 1969年 - 9位 - 1977年 - 3位 - 1981年 - 準優勝 - 1989年 - 優勝 - 1991年 - 3位 - 1995年 - 6位 | - 1999年 - 準優勝 - 2011年 - 5位 |

### 北中米選手権の成績
| - 1969年 - 優勝 - 1971年 - 優勝 - 1973年 - 準優勝 - 1975年 - 優勝 - 1977年 - 優勝 - 1979年 - 優勝 - 1981年 - 優勝 - 1983年 - 3位 - 1985年 - 準優勝 - 1987年 - 優勝 | - 1989年 - 優勝 - 1991年 - 優勝 - 1993年 - 優勝 - 1995年 - 優勝 - 1997年 - 優勝 - 1999年 - 準優勝 - 2001年 - 優勝 - 2003年 - 3位 - 2005年 - 準優勝 - 2007年 - 3位 | - 2009年 - 優勝 - 2011年 - 優勝 - 2013年 - 3位 - 2015年 - 準優勝 - 2017年 - 棄権 - 2019年 - 優勝 - 2021年 - 4位 - 2023年 - 3位 |

### ワールドリーグの成績
| - 1991年 - 準優勝 - 1992年 - 準優勝 - 1993年 - 4位 - 1994年 - 準優勝 - 1995年 - 3位 - 1996年 - 4位 - 1997年 - 準優勝 - 1998年 - 優勝 - 1999年 - 準優勝 - 2000年 - 8位 | - 2001年 - 5位 - 2002年 - 13位 - 2003年 - 13位 - 2004年 - 7位 - 2005年 - 3位 - 2006年 - 7位 - 2007年 - 7位 - 2008年 - 10位 - 2009年 - 4位 - 2010年 - 4位 | - 2011年 - 8位 - 2012年 - 3位 - 2013年 - 13位 - 2014年 - 21位 - 2015年 - 18位 - 2016年 - 22位 - 2017年 - 不参加 |

### チャレンジャーカップの成績
- 2018年 - 4位
- 2019年 - 2位
- (2020,21年は新型コロナウイルスの影響で中止)
- 2022年 - 優勝(ネーションズリーグ昇格)

### ネーションズリーグの成績
- 2023年 - 13位

## 歴代代表選手
- ジョエル・デスパイネ
- アンヘル・デニス
- アラン・フォカ
- ラウル・ディアゴ
- イオスバニ・エルナンデス
- オズワルド・エルナンデス
- オレオル・カメホ
- ロベルランディ・シモン
- ウィルフレド・レオン
- ホアンドリ・レアル
- オスマニー・ユアントレーナ
- ライデル・イエレスエロ
- ミチャエル・サンチェス
- ミゲル・アンヘル・ロペス